# Collegio elettorale di Forlì (Regno d'Italia)
Il collegio elettorale di Forlì è stato un collegio elettorale uninominale e di lista del Regno d'Italia per l'elezione della Camera dei deputati.

## Storia
Il collegio uninominale venne istituito, insieme ad altri 442, tramite regio decreto 17 dicembre 1860, n. 4513.
Successivamente divenne collegio plurinominale tramite regio decreto 24 settembre 1882, n. 999, in seguito alla riforma che stabilì complessivamente 135 collegi elettorali.
Tornò poi ad essere un collegio uninominale tramite regio decreto 14 giugno 1891, n. 280, in seguito alla riforma che stabilì complessivamente 508 collegi elettorali.
Fu soppresso nel 1919 in seguito alla riforma che definì 54 collegi elettorali.
| Legislature           | VIII | IX   | X    | XI   | XII  | XIII | XIV  | XV   | XVI  | XVII | XVIII | XIX  | XX   | XXI  | XXII | XXIII | XXIV | XXV  | XXVI | XXVII | XXVIII | XXIX | XXX  |
| --------------------- | ---- | ---- | ---- | ---- | ---- | ---- | ---- | ---- | ---- | ---- | ----- | ---- | ---- | ---- | ---- | ----- | ---- | ---- | ---- | ----- | ------ | ---- | ---- |
| Elezioni              | 1861 | 1865 | 1867 | 1870 | 1874 | 1876 | 1880 | 1882 | 1886 | 1890 | 1892  | 1895 | 1897 | 1900 | 1904 | 1909  | 1913 | 1919 | 1921 | 1924  | 1929   | 1934 | 1939 |
| Deputati nel collegio | 1    | 1    | 1    | 1    | 1    | 1    | 1    | 4    | 4    | 4    | 1     | 1    | 1    | 1    | 1    | 1     | 1    |      |      |       |        |      |      |
|                       |      |      |      |      |      |      |      |      |      |      |       |      |      |      |      |       |      |      |      |       |        |      |      |
| Totale eletti         | 443  | 493  | 493  | 508  | 508  | 508  | 508  | 508  | 508  | 508  | 508   | 508  | 508  | 508  | 508  | 508   | 508  | 508  | 535  | 535   | 400    | 400  |      |
| Numero collegi        | 443  | 493  | 493  | 508  | 508  | 508  | 508  | 135  | 135  | 135  | 508   | 508  | 508  | 508  | 508  | 508   | 508  | 54   | 40   | 15    | 1      | 1    |      |

## Dati elettorali
Nel collegio si svolsero elezioni per diciassette legislature.

### VIII legislatura
Le votazioni si svolsero in 443 collegi uninominali a doppio turno. Come previsto dalla legge elettorale del 17 dicembre 1860, era eletto al primo turno il candidato che «riunisce in suo favore più del terzo dei voti del total numero dei membri componenti il collegio e più della metà dei suffragi dati dai votanti presenti all'adunanza» (art. 91). Se nessun candidato era eletto, al ballottaggio tra i due candidati con più voti era eletto chi otteneva il maggior numero di voti (art. 92) o, in caso di ugual numero di voti, il maggiore d'età (art. 93).
| Partito                            | Partito                            | Candidato                          | Risultati 27 gennaio 1861 | Risultati 27 gennaio 1861 |
| Partito                            | Partito                            | Candidato                          | Voti                      | %                         |
| ---------------------------------- | ---------------------------------- | ---------------------------------- | ------------------------- | ------------------------- |
|                                    | —                                  | Cesare Albicini                    | 352                       | 82,44                     |
|                                    | —                                  | Aurelio Saffi                      | 75                        | 17,56                     |
|                                    |                                    |                                    |                           |                           |
| Iscritti                           | Iscritti                           | Iscritti                           | 982                       | 100,00                    |
| ↳ Votanti (% su iscritti)          | ↳ Votanti (% su iscritti)          | ↳ Votanti (% su iscritti)          | 449                       | 45,72                     |
| ↳ Voti validi (% su votanti)       | ↳ Voti validi (% su votanti)       | ↳ Voti validi (% su votanti)       | 427                       | 95,10                     |
| ↳ Schede non valide (% su votanti) | ↳ Schede non valide (% su votanti) | ↳ Schede non valide (% su votanti) | 22                        | 4,90                      |
| ↳ Astenuti (% su iscritti)         | ↳ Astenuti (% su iscritti)         | ↳ Astenuti (% su iscritti)         | 533                       | 54,28                     |

Il deputato Albicini cessò perché fu nominato professore ordinario di diritto costituzionale nell'Università di Bologna il 22 marzo 1861 e fu indetta un'elezione suppletiva per il 7 aprile 1861.
| Partito                            | Partito                            | Candidato                          | Primo turno 7 aprile 1861 | Primo turno 7 aprile 1861 | Ballottaggio 14 aprile 1861 | Ballottaggio 14 aprile 1861 |
| Partito                            | Partito                            | Candidato                          | Voti                      | %                         | Voti                        | %                           |
| ---------------------------------- | ---------------------------------- | ---------------------------------- | ------------------------- | ------------------------- | --------------------------- | --------------------------- |
|                                    | —                                  | Cesare Albicini                    | 266                       | 90,17                     | 261                         | 93,21                       |
|                                    | —                                  | Aurelio Saffi                      | 29                        | 9,83                      | 19                          | 6,79                        |
|                                    |                                    |                                    |                           |                           |                             |                             |
| Iscritti                           | Iscritti                           | Iscritti                           | 983                       | 100,00                    | 983                         | 100,00                      |
| ↳ Votanti (% su iscritti)          | ↳ Votanti (% su iscritti)          | ↳ Votanti (% su iscritti)          | 308                       | 31,33                     | 280                         | 28,48                       |
| ↳ Voti validi (% su votanti)       | ↳ Voti validi (% su votanti)       | ↳ Voti validi (% su votanti)       | 295                       | 95,78                     | 280                         | 100,00                      |
| ↳ Schede non valide (% su votanti) | ↳ Schede non valide (% su votanti) | ↳ Schede non valide (% su votanti) | 13                        | 4,22                      | 0                           | 0,00                        |
| ↳ Astenuti (% su iscritti)         | ↳ Astenuti (% su iscritti)         | ↳ Astenuti (% su iscritti)         | 675                       | 68,67                     | 703                         | 71,52                       |

Il deputato Albicini si dimise dall'ufficio di professore ma cessò per una nuova nomina a professore di diritto costituzionale il 28 novembre 1861. Fu indetta un'elezione suppletiva per il 19 gennaio 1862.
| Partito                            | Partito                            | Candidato                          | Primo turno 19 gennaio 1862 | Primo turno 19 gennaio 1862 | Ballottaggio 26 gennaio 1862 | Ballottaggio 26 gennaio 1862 |
| Partito                            | Partito                            | Candidato                          | Voti                        | %                           | Voti                         | %                            |
| ---------------------------------- | ---------------------------------- | ---------------------------------- | --------------------------- | --------------------------- | ---------------------------- | ---------------------------- |
|                                    | —                                  | Alessandro Mazzoni                 | 153                         | 79,69                       | 166                          | 79,43                        |
|                                    | —                                  | Pellegrino Canestri Trotti         | 39                          | 20,31                       | 43                           | 20,57                        |
|                                    |                                    |                                    |                             |                             |                              |                              |
| Iscritti                           | Iscritti                           | Iscritti                           | 984                         | 100,00                      | 984                          | 100,00                       |
| ↳ Votanti (% su iscritti)          | ↳ Votanti (% su iscritti)          | ↳ Votanti (% su iscritti)          | 213                         | 21,65                       | 218                          | 22,15                        |
| ↳ Voti validi (% su votanti)       | ↳ Voti validi (% su votanti)       | ↳ Voti validi (% su votanti)       | 192                         | 90,14                       | 209                          | 95,87                        |
| ↳ Schede non valide (% su votanti) | ↳ Schede non valide (% su votanti) | ↳ Schede non valide (% su votanti) | 21                          | 9,86                        | 9                            | 4,13                         |
| ↳ Astenuti (% su iscritti)         | ↳ Astenuti (% su iscritti)         | ↳ Astenuti (% su iscritti)         | 771                         | 78,35                       | 766                          | 77,85                        |

### IX legislatura
Le votazioni si svolsero in 493 collegi uninominali a doppio turno con la stessa normativa precedente (al primo turno un numero di voti maggiore di un terzo degli iscritti al voto).
| Partito                            | Partito                            | Candidato                          | Primo turno 22 ottobre 1865 | Primo turno 22 ottobre 1865 | Ballottaggio 29 ottobre 1865 | Ballottaggio 29 ottobre 1865 |
| Partito                            | Partito                            | Candidato                          | Voti                        | %                           | Voti                         | %                            |
| ---------------------------------- | ---------------------------------- | ---------------------------------- | --------------------------- | --------------------------- | ---------------------------- | ---------------------------- |
|                                    | —                                  | Cesare Albicini                    | 226                         | 55,67                       | 290                          | 51,97                        |
|                                    | —                                  | Aurelio Saffi                      | 180                         | 44,33                       | 268                          | 48,03                        |
|                                    |                                    |                                    |                             |                             |                              |                              |
| Iscritti                           | Iscritti                           | Iscritti                           | 1 173                       | 100,00                      | 1 173                        | 100,00                       |
| ↳ Votanti (% su iscritti)          | ↳ Votanti (% su iscritti)          | ↳ Votanti (% su iscritti)          | 420                         | 35,81                       | 558                          | 47,57                        |
| ↳ Voti validi (% su votanti)       | ↳ Voti validi (% su votanti)       | ↳ Voti validi (% su votanti)       | 406                         | 96,67                       | 558                          | 100,00                       |
| ↳ Schede non valide (% su votanti) | ↳ Schede non valide (% su votanti) | ↳ Schede non valide (% su votanti) | 14                          | 3,33                        | 0                            | 0,00                         |
| ↳ Astenuti (% su iscritti)         | ↳ Astenuti (% su iscritti)         | ↳ Astenuti (% su iscritti)         | 753                         | 64,19                       | 615                          | 52,43                        |

Il deputato Albicini fu sorteggiato per eccedenza nel numero dei deputati professori il 5 febbraio 1856. Fu indetta un'elezione suppletiva per il 4 marzo 1866.
| Partito                            | Partito                            | Candidato                          | Primo turno 4 marzo 1866 | Primo turno 4 marzo 1866 | Ballottaggio 11 marzo 1866 | Ballottaggio 11 marzo 1866 |
| Partito                            | Partito                            | Candidato                          | Voti                     | %                        | Voti                       | %                          |
| ---------------------------------- | ---------------------------------- | ---------------------------------- | ------------------------ | ------------------------ | -------------------------- | -------------------------- |
|                                    | —                                  | Aurelio Saffi                      | 185                      | 66,07                    | 245                        | 68,44                      |
|                                    | —                                  | Rodolfo Audinot                    | 95                       | 33,93                    | 113                        | 31,56                      |
|                                    |                                    |                                    |                          |                          |                            |                            |
| Iscritti                           | Iscritti                           | Iscritti                           | 1 174                    | 100,00                   | 1 174                      | 100,00                     |
| ↳ Votanti (% su iscritti)          | ↳ Votanti (% su iscritti)          | ↳ Votanti (% su iscritti)          | 302                      | 25,72                    | 359                        | 30,58                      |
| ↳ Voti validi (% su votanti)       | ↳ Voti validi (% su votanti)       | ↳ Voti validi (% su votanti)       | 280                      | 92,72                    | 358                        | 99,72                      |
| ↳ Schede non valide (% su votanti) | ↳ Schede non valide (% su votanti) | ↳ Schede non valide (% su votanti) | 22                       | 7,28                     | 1                          | 0,28                       |
| ↳ Astenuti (% su iscritti)         | ↳ Astenuti (% su iscritti)         | ↳ Astenuti (% su iscritti)         | 872                      | 74,28                    | 815                        | 69,42                      |

Il deputato Saffi si dimise il 16 aprile 1866 e fu indetta un'elezione suppletiva per il 13 maggio 1866.
La sola sezione di Civitella procedette alle operazioni elettorali di primo scrutinio. La Camera nella tornata del 30 maggio 1865 annullò le operazioni eseguite e fu indetta un'ulteriore elezione suppletiva per il 17 giugno 1866.
| Partito                            | Partito                            | Candidato                          | Primo turno 17 giugno 1866 | Primo turno 17 giugno 1866 | Ballottaggio 24 giugno 1866 | Ballottaggio 24 giugno 1866 |
| Partito                            | Partito                            | Candidato                          | Voti                       | %                          | Voti                        | %                           |
| ---------------------------------- | ---------------------------------- | ---------------------------------- | -------------------------- | -------------------------- | --------------------------- | --------------------------- |
|                                    | —                                  | Enrico Cosenz                      | 74                         | 36,63                      | 148                         | 55,85                       |
|                                    | —                                  | Giovanni Acerbi                    | 128                        | 63,37                      | 117                         | 44,15                       |
|                                    |                                    |                                    |                            |                            |                             |                             |
| Iscritti                           | Iscritti                           | Iscritti                           | 1 171                      | 100,00                     | 1 171                       | 100,00                      |
| ↳ Votanti (% su iscritti)          | ↳ Votanti (% su iscritti)          | ↳ Votanti (% su iscritti)          | 285                        | 24,34                      | 265                         | 22,63                       |
| ↳ Voti validi (% su votanti)       | ↳ Voti validi (% su votanti)       | ↳ Voti validi (% su votanti)       | 202                        | 70,88                      | 265                         | 100,00                      |
| ↳ Schede non valide (% su votanti) | ↳ Schede non valide (% su votanti) | ↳ Schede non valide (% su votanti) | 83                         | 29,12                      | 0                           | 0,00                        |
| ↳ Astenuti (% su iscritti)         | ↳ Astenuti (% su iscritti)         | ↳ Astenuti (% su iscritti)         | 886                        | 75,66                      | 906                         | 77,37                       |

### X legislatura.
Le votazioni si svolsero in 493 collegi uninominali a doppio turno con la stessa normativa precedente (al primo turno un numero di voti maggiore di un terzo degli iscritti al voto).
| Partito                            | Partito                            | Candidato                          | Primo turno 10 marzo 1867 | Primo turno 10 marzo 1867 | Ballottaggio 17 marzo 1867 | Ballottaggio 17 marzo 1867 |
| Partito                            | Partito                            | Candidato                          | Voti                      | %                         | Voti                       | %                          |
| ---------------------------------- | ---------------------------------- | ---------------------------------- | ------------------------- | ------------------------- | -------------------------- | -------------------------- |
|                                    | —                                  | Oreste Regnoli                     | 190                       | 48,59                     | 306                        | 53,97                      |
|                                    | —                                  | Angelo Ferri                       | 201                       | 51,41                     | 261                        | 46,03                      |
|                                    |                                    |                                    |                           |                           |                            |                            |
| Iscritti                           | Iscritti                           | Iscritti                           | 1 196                     | 100,00                    | 1 196                      | 100,00                     |
| ↳ Votanti (% su iscritti)          | ↳ Votanti (% su iscritti)          | ↳ Votanti (% su iscritti)          | 429                       | 35,87                     | 571                        | 47,74                      |
| ↳ Voti validi (% su votanti)       | ↳ Voti validi (% su votanti)       | ↳ Voti validi (% su votanti)       | 391                       | 91,14                     | 567                        | 99,30                      |
| ↳ Schede non valide (% su votanti) | ↳ Schede non valide (% su votanti) | ↳ Schede non valide (% su votanti) | 38                        | 8,86                      | 4                          | 0,70                       |
| ↳ Astenuti (% su iscritti)         | ↳ Astenuti (% su iscritti)         | ↳ Astenuti (% su iscritti)         | 767                       | 64,13                     | 625                        | 52,26                      |

### XI legislatura
Le votazioni si svolsero in 508 collegi uninominali a doppio turno con la normativa del 1860 (al primo turno un numero di voti maggiore di un terzo degli iscritti al voto).
| Partito                            | Partito                            | Candidato                          | Primo turno 20 novembre 1870 | Primo turno 20 novembre 1870 | Ballottaggio 27 novembre 1870 | Ballottaggio 27 novembre 1870 |
| Partito                            | Partito                            | Candidato                          | Voti                         | %                            | Voti                          | %                             |
| ---------------------------------- | ---------------------------------- | ---------------------------------- | ---------------------------- | ---------------------------- | ----------------------------- | ----------------------------- |
|                                    | —                                  | Giovanni Guarini                   | 289                          | 64,65                        | 296                           | 65,49                         |
|                                    | —                                  | Oreste Regnoli                     | 158                          | 35,35                        | 156                           | 34,51                         |
|                                    |                                    |                                    |                              |                              |                               |                               |
| Iscritti                           | Iscritti                           | Iscritti                           | 1 229                        | 100,00                       | 1 229                         | 100,00                        |
| ↳ Votanti (% su iscritti)          | ↳ Votanti (% su iscritti)          | ↳ Votanti (% su iscritti)          | 458                          | 37,27                        | 455                           | 37,02                         |
| ↳ Voti validi (% su votanti)       | ↳ Voti validi (% su votanti)       | ↳ Voti validi (% su votanti)       | 447                          | 97,60                        | 452                           | 99,34                         |
| ↳ Schede non valide (% su votanti) | ↳ Schede non valide (% su votanti) | ↳ Schede non valide (% su votanti) | 11                           | 2,40                         | 3                             | 0,66                          |
| ↳ Astenuti (% su iscritti)         | ↳ Astenuti (% su iscritti)         | ↳ Astenuti (% su iscritti)         | 771                          | 62,73                        | 774                           | 62,98                         |

### XII legislatura
Le votazioni si svolsero in 508 collegi uninominali a doppio turno con la normativa del 1860 (al primo turno un numero di voti maggiore di un terzo degli iscritti al voto).
| Partito                            | Partito                            | Candidato                          | Primo turno 8 novembre 1874 | Primo turno 8 novembre 1874 | Ballottaggio 15 novembre 1874 | Ballottaggio 15 novembre 1874 |
| Partito                            | Partito                            | Candidato                          | Voti                        | %                           | Voti                          | %                             |
| ---------------------------------- | ---------------------------------- | ---------------------------------- | --------------------------- | --------------------------- | ----------------------------- | ----------------------------- |
|                                    | —                                  | Giovanni Guarini                   | 317                         | 52,92                       | 372                           | 58,12                         |
|                                    | —                                  | Aurelio Saffi                      | 282                         | 47,08                       | 268                           | 41,88                         |
|                                    |                                    |                                    |                             |                             |                               |                               |
| Iscritti                           | Iscritti                           | Iscritti                           | 1 243                       | 100,00                      | 1 243                         | 100,00                        |
| ↳ Votanti (% su iscritti)          | ↳ Votanti (% su iscritti)          | ↳ Votanti (% su iscritti)          | 645                         | 51,89                       | 643                           | 51,73                         |
| ↳ Voti validi (% su votanti)       | ↳ Voti validi (% su votanti)       | ↳ Voti validi (% su votanti)       | 599                         | 92,87                       | 640                           | 99,53                         |
| ↳ Schede non valide (% su votanti) | ↳ Schede non valide (% su votanti) | ↳ Schede non valide (% su votanti) | 46                          | 7,13                        | 3                             | 0,47                          |
| ↳ Astenuti (% su iscritti)         | ↳ Astenuti (% su iscritti)         | ↳ Astenuti (% su iscritti)         | 598                         | 48,11                       | 600                           | 48,27                         |

### XIII legislatura
Le votazioni si svolsero in 508 collegi uninominali a doppio turno con la normativa del 1860 (al primo turno un numero di voti maggiore di un terzo degli iscritti al voto).
| Partito                            | Partito                            | Candidato                          | Primo turno 5 novembre 1874 | Primo turno 5 novembre 1874 | Ballottaggio 12 novembre 1876 | Ballottaggio 12 novembre 1876 |
| Partito                            | Partito                            | Candidato                          | Voti                        | %                           | Voti                          | %                             |
| ---------------------------------- | ---------------------------------- | ---------------------------------- | --------------------------- | --------------------------- | ----------------------------- | ----------------------------- |
|                                    | —                                  | Giovanni Guarini                   | 323                         | 48,64                       | 427                           | 51,57                         |
|                                    | —                                  | Alessandro Fortis                  | 341                         | 51,36                       | 401                           | 48,43                         |
|                                    |                                    |                                    |                             |                             |                               |                               |
| Iscritti                           | Iscritti                           | Iscritti                           | 1 219                       | 100,00                      | 1 219                         | 100,00                        |
| ↳ Votanti (% su iscritti)          | ↳ Votanti (% su iscritti)          | ↳ Votanti (% su iscritti)          | 673                         | 55,21                       | 838                           | 68,74                         |
| ↳ Voti validi (% su votanti)       | ↳ Voti validi (% su votanti)       | ↳ Voti validi (% su votanti)       | 664                         | 98,66                       | 828                           | 98,81                         |
| ↳ Schede non valide (% su votanti) | ↳ Schede non valide (% su votanti) | ↳ Schede non valide (% su votanti) | 9                           | 1,34                        | 10                            | 1,19                          |
| ↳ Astenuti (% su iscritti)         | ↳ Astenuti (% su iscritti)         | ↳ Astenuti (% su iscritti)         | 546                         | 44,79                       | 381                           | 31,26                         |

### XIV legislatura
Le votazioni si svolsero in 508 collegi uninominali a doppio turno con la normativa del 1860 (al primo turno un numero di voti maggiore di un terzo degli iscritti al voto).
| Partito                            | Partito                            | Candidato                          | Primo turno 16 maggio 1880 | Primo turno 16 maggio 1880 | Ballottaggio 23 maggio 1880 | Ballottaggio 23 maggio 1880 |
| Partito                            | Partito                            | Candidato                          | Voti                       | %                          | Voti                        | %                           |
| ---------------------------------- | ---------------------------------- | ---------------------------------- | -------------------------- | -------------------------- | --------------------------- | --------------------------- |
|                                    | —                                  | Alessandro Fortis                  | 399                        | 51,55                      | 472                         | 52,97                       |
|                                    | —                                  | Giovanni Guarini                   | 375                        | 48,45                      | 419                         | 47,03                       |
|                                    |                                    |                                    |                            |                            |                             |                             |
| Iscritti                           | Iscritti                           | Iscritti                           | 1 204                      | 100,00                     | 1 204                       | 100,00                      |
| ↳ Votanti (% su iscritti)          | ↳ Votanti (% su iscritti)          | ↳ Votanti (% su iscritti)          | 787                        | 65,37                      | 907                         | 75,33                       |
| ↳ Voti validi (% su votanti)       | ↳ Voti validi (% su votanti)       | ↳ Voti validi (% su votanti)       | 774                        | 98,35                      | 891                         | 98,24                       |
| ↳ Schede non valide (% su votanti) | ↳ Schede non valide (% su votanti) | ↳ Schede non valide (% su votanti) | 13                         | 1,65                       | 16                          | 1,76                        |
| ↳ Astenuti (% su iscritti)         | ↳ Astenuti (% su iscritti)         | ↳ Astenuti (% su iscritti)         | 417                        | 34,63                      | 297                         | 24,67                       |

### XV legislatura
Le votazioni si svolsero in 135 collegi plurinominali a doppio turno. Come previsto dalla legge elettorale politica del 24 settembre 1882, erano eletti al primo turno i candidati che «hanno ottenuto il maggior numero di voti, purché questo numero oltrepassi l'ottavo del numero degli elettori iscritti» (art. 74) secondo il numero di deputati previsto per il collegio; se il numero di eletti era inferiore al numero di deputati, il ballottaggio era tra i non eletti (in numero doppio rispetto ai deputati ancora da eleggere) che avevano il maggior numero di voti (art. 75) ed era eletto chi otteneva il maggior numero di voti nella seconda votazione (art. 77) oppure, in caso di ugual numero di voti, il maggiore d'età (art. 78).
| Partito                    | Partito                    | Candidato                  | Risultati 29 ottobre 1882 | Risultati 29 ottobre 1882 |
| Partito                    | Partito                    | Candidato                  | Voti                      | %                         |
| -------------------------- | -------------------------- | -------------------------- | ------------------------- | ------------------------- |
|                            | —                          | Alessandro Fortis          | 4 215                     | 47,95                     |
|                            | —                          | Carlo Aventi               | 4 198                     | 47,75                     |
|                            | —                          | Luigi Ferrari              | 4 091                     | 46,54                     |
|                            | —                          | Saladino Saladini          | 3 318                     | 37,74                     |
|                            | —                          | Giovanni Battista Serpieri | 3 255                     | 37,03                     |
|                            | —                          | Ferdinando Berti           | 3 212                     | 36,54                     |
|                            | —                          | Giovanni Guarini           | 2 779                     | 31,61                     |
|                            | —                          | Ermete Nori                | 2 165                     | 24,63                     |
|                            | —                          | Amilcare Cipriani          | 2 148                     | 24,43                     |
|                            | —                          | Andrea Costa               | 1 172                     | 13,33                     |
|                            | —                          | Osvaldo Gnocchi Viani      | 420                       | 4,78                      |
|                            |                            |                            |                           |                           |
| Iscritti                   | Iscritti                   | Iscritti                   | 14 128                    | 100,00                    |
| ↳ Votanti (% su iscritti)  | ↳ Votanti (% su iscritti)  | ↳ Votanti (% su iscritti)  | 8 791                     | 62,22                     |
| ↳ Astenuti (% su iscritti) | ↳ Astenuti (% su iscritti) | ↳ Astenuti (% su iscritti) | 5 337                     | 37,78                     |

### XVI legislatura
Le votazioni si svolsero in 135 collegi plurinominali a doppio turno con la normativa del 1882 (al primo turno un numero di voti maggiore di un ottavo degli iscritti al voto).
| Partito                    | Partito                    | Candidato                  | Risultati 23 maggio 1886 | Risultati 23 maggio 1886 |
| Partito                    | Partito                    | Candidato                  | Voti                     | %                        |
| -------------------------- | -------------------------- | -------------------------- | ------------------------ | ------------------------ |
|                            | —                          | Amilcare Cipriani          | 6 123                    | 78,18                    |
|                            | —                          | Luigi Ferrari              | 4 758                    | 60,75                    |
|                            | —                          | Alessandro Fortis          | 4 516                    | 57,66                    |
|                            | —                          | Carlo Aventi               | 4 515                    | 57,65                    |
|                            | —                          | Saladino Saladini          | 876                      | 11,18                    |
|                            | —                          | Piero Pasolini             | 269                      | 3,43                     |
|                            |                            |                            |                          |                          |
| Iscritti                   | Iscritti                   | Iscritti                   | 17 252                   | 100,00                   |
| ↳ Votanti (% su iscritti)  | ↳ Votanti (% su iscritti)  | ↳ Votanti (% su iscritti)  | 7 832                    | 45,40                    |
| ↳ Astenuti (% su iscritti) | ↳ Astenuti (% su iscritti) | ↳ Astenuti (% su iscritti) | 9 420                    | 54,60                    |

Fu annullata l'elezione del deputato Cipriani il 16 giugno 1886 per l'ineleggibilità causata dalla condanna a 25 anni di lavori forzati, pronunziata dalla Corte d'appello di Ancona, con interdizione dai pubblici uffici. Fu indetta un'elezione suppletiva per l'11 luglio 1886.
| Partito                            | Partito                            | Candidato                          | Primo turno 11 luglio 1886 | Primo turno 11 luglio 1886 | Ballottaggio 18 luglio 1886 | Ballottaggio 18 luglio 1886 |
| Partito                            | Partito                            | Candidato                          | Voti                       | %                          | Voti                        | %                           |
| ---------------------------------- | ---------------------------------- | ---------------------------------- | -------------------------- | -------------------------- | --------------------------- | --------------------------- |
|                                    | —                                  | Amilcare Cipriani                  | 128                        | 5,90                       | 2 574                       | 63,82                       |
|                                    | —                                  | Saladino Salkadini                 | 2 042                      | 94,10                      | 1 459                       | 36,18                       |
|                                    |                                    |                                    |                            |                            |                             |                             |
| Iscritti                           | Iscritti                           | Iscritti                           | 17 275                     | 100,00                     | 17 275                      | 100,00                      |
| ↳ Votanti (% su iscritti)          | ↳ Votanti (% su iscritti)          | ↳ Votanti (% su iscritti)          | 2 543                      | 14,72                      | 4 160                       | 24,08                       |
| ↳ Voti validi (% su votanti)       | ↳ Voti validi (% su votanti)       | ↳ Voti validi (% su votanti)       | 2 170                      | 85,33                      | 4 033                       | 96,95                       |
| ↳ Schede non valide (% su votanti) | ↳ Schede non valide (% su votanti) | ↳ Schede non valide (% su votanti) | 373                        | 14,67                      | 127                         | 3,05                        |
| ↳ Astenuti (% su iscritti)         | ↳ Astenuti (% su iscritti)         | ↳ Astenuti (% su iscritti)         | 14 732                     | 85,28                      | 13 115                      | 75,92                       |

Fu annullata questa elezione il 26 novembre 1886 per le stesse ragioni di prima e fu indetta un'elezione suppletiva per il 26 dicembre 1886.
| Partito                            | Partito                            | Candidato                          | Risultati 25 dicembre 1886 | Risultati 25 dicembre 1886 |
| Partito                            | Partito                            | Candidato                          | Voti                       | %                          |
| ---------------------------------- | ---------------------------------- | ---------------------------------- | -------------------------- | -------------------------- |
|                                    | —                                  | Amilcare Cipriani                  | 3 747                      | 97,76                      |
|                                    | —                                  | Goffredo Macrelli                  | 86                         | 2,24                       |
|                                    |                                    |                                    |                            |                            |
| Iscritti                           | Iscritti                           | Iscritti                           | 17 608                     | 100,00                     |
| ↳ Votanti (% su iscritti)          | ↳ Votanti (% su iscritti)          | ↳ Votanti (% su iscritti)          | 4 174                      | 23,71                      |
| ↳ Voti validi (% su votanti)       | ↳ Voti validi (% su votanti)       | ↳ Voti validi (% su votanti)       | 3 833                      | 91,83                      |
| ↳ Schede non valide (% su votanti) | ↳ Schede non valide (% su votanti) | ↳ Schede non valide (% su votanti) | 341                        | 8,17                       |
| ↳ Astenuti (% su iscritti)         | ↳ Astenuti (% su iscritti)         | ↳ Astenuti (% su iscritti)         | 13 434                     | 76,29                      |

Fu annullata l'elezione il 18 gennaio 1887 per le stesse ragioni di cui sopra e fu indetta un'elezione suppletiva per il 20 febbraio 1887.
| Partito                            | Partito                            | Candidato                          | Risultati 20 febbraio 1887 | Risultati 20 febbraio 1887 |
| Partito                            | Partito                            | Candidato                          | Voti                       | %                          |
| ---------------------------------- | ---------------------------------- | ---------------------------------- | -------------------------- | -------------------------- |
|                                    | —                                  | Amilcare Cipriani                  | 3 596                      | 99,47                      |
|                                    | —                                  | Aurelio Saffi                      | 19                         | 0,53                       |
|                                    |                                    |                                    |                            |                            |
| Iscritti                           | Iscritti                           | Iscritti                           | 17 575                     | 100,00                     |
| ↳ Votanti (% su iscritti)          | ↳ Votanti (% su iscritti)          | ↳ Votanti (% su iscritti)          | 3 757                      | 21,38                      |
| ↳ Voti validi (% su votanti)       | ↳ Voti validi (% su votanti)       | ↳ Voti validi (% su votanti)       | 3 615                      | 96,22                      |
| ↳ Schede non valide (% su votanti) | ↳ Schede non valide (% su votanti) | ↳ Schede non valide (% su votanti) | 142                        | 3,78                       |
| ↳ Astenuti (% su iscritti)         | ↳ Astenuti (% su iscritti)         | ↳ Astenuti (% su iscritti)         | 13 818                     | 78,62                      |

Fu annullata l'elezione l'11 marzo 1887 per le stesse ragioni di cui sopra e fu indetta un'elezione suppletiva per il 3 aprile 1887.
| Partito                            | Partito                            | Candidato                          | Risultati 3 aprile 1887 | Risultati 3 aprile 1887 |
| Partito                            | Partito                            | Candidato                          | Voti                    | %                       |
| ---------------------------------- | ---------------------------------- | ---------------------------------- | ----------------------- | ----------------------- |
|                                    | —                                  | Aurelio Saffi                      | 6 339                   | 98,29                   |
|                                    | —                                  | Amilcare Cipriani                  | 110                     | 1,71                    |
|                                    |                                    |                                    |                         |                         |
| Iscritti                           | Iscritti                           | Iscritti                           | 17 576                  | 100,00                  |
| ↳ Votanti (% su iscritti)          | ↳ Votanti (% su iscritti)          | ↳ Votanti (% su iscritti)          | 6 551                   | 37,27                   |
| ↳ Voti validi (% su votanti)       | ↳ Voti validi (% su votanti)       | ↳ Voti validi (% su votanti)       | 6 449                   | 98,44                   |
| ↳ Schede non valide (% su votanti) | ↳ Schede non valide (% su votanti) | ↳ Schede non valide (% su votanti) | 102                     | 1,56                    |
| ↳ Astenuti (% su iscritti)         | ↳ Astenuti (% su iscritti)         | ↳ Astenuti (% su iscritti)         | 11 025                  | 62,73                   |

Il deputato Saffi si dimise il 19 novembre 1887 e fu indetta un'elezione suppletiva per il 18 dicembre 1887.
| Partito                            | Partito                            | Candidato                          | Risultati 18 dicembre 1887 | Risultati 18 dicembre 1887 |
| Partito                            | Partito                            | Candidato                          | Voti                       | %                          |
| ---------------------------------- | ---------------------------------- | ---------------------------------- | -------------------------- | -------------------------- |
|                                    | —                                  | Eugenio Valzania                   | 4 397                      | 60,87                      |
|                                    | —                                  | Teodorico Bonacci                  | 2 827                      | 39,13                      |
|                                    |                                    |                                    |                            |                            |
| Iscritti                           | Iscritti                           | Iscritti                           | 18 672                     | 100,00                     |
| ↳ Votanti (% su iscritti)          | ↳ Votanti (% su iscritti)          | ↳ Votanti (% su iscritti)          | 7 436                      | 39,82                      |
| ↳ Voti validi (% su votanti)       | ↳ Voti validi (% su votanti)       | ↳ Voti validi (% su votanti)       | 7 224                      | 97,15                      |
| ↳ Schede non valide (% su votanti) | ↳ Schede non valide (% su votanti) | ↳ Schede non valide (% su votanti) | 212                        | 2,85                       |
| ↳ Astenuti (% su iscritti)         | ↳ Astenuti (% su iscritti)         | ↳ Astenuti (% su iscritti)         | 11 236                     | 60,18                      |

Il deputato Valzania si dimise il 20 marzo 1888 e fu indetta un'elezione suppletiva per il 15 aprile 1888.
| Partito                            | Partito                            | Candidato                          | Risultati 15 aprile 1888 | Risultati 15 aprile 1888 |
| Partito                            | Partito                            | Candidato                          | Voti                     | %                        |
| ---------------------------------- | ---------------------------------- | ---------------------------------- | ------------------------ | ------------------------ |
|                                    | —                                  | Gino Vendemini                     | 4 336                    | 69,59                    |
|                                    | —                                  | Saladino Saladini                  | 1 895                    | 30,41                    |
|                                    |                                    |                                    |                          |                          |
| Iscritti                           | Iscritti                           | Iscritti                           | 16 802                   | 100,00                   |
| ↳ Votanti (% su iscritti)          | ↳ Votanti (% su iscritti)          | ↳ Votanti (% su iscritti)          | 6 358                    | 37,84                    |
| ↳ Voti validi (% su votanti)       | ↳ Voti validi (% su votanti)       | ↳ Voti validi (% su votanti)       | 6 231                    | 98,00                    |
| ↳ Schede non valide (% su votanti) | ↳ Schede non valide (% su votanti) | ↳ Schede non valide (% su votanti) | 127                      | 2,00                     |
| ↳ Astenuti (% su iscritti)         | ↳ Astenuti (% su iscritti)         | ↳ Astenuti (% su iscritti)         | 10 444                   | 62,16                    |

### XVII legislatura
Le votazioni si svolsero in 135 collegi plurinominali a doppio turno con la normativa del 1882 (al primo turno un numero di voti maggiore di un ottavo degli iscritti al voto).
| Partito                    | Partito                    | Candidato                  | Risultati 23 novembre 1890 | Risultati 23 novembre 1890 |
| Partito                    | Partito                    | Candidato                  | Voti                       | %                          |
| -------------------------- | -------------------------- | -------------------------- | -------------------------- | -------------------------- |
|                            | —                          | Alessandro Fortis          | 5 468                      | 61,73                      |
|                            | —                          | Luigi Ferrari              | 3 877                      | 43,77                      |
|                            | —                          | Gino Vendemini             | 3 432                      | 38,74                      |
|                            | —                          | Pietro Turchi              | 3 336                      | 37,66                      |
|                            | —                          | Antonio Fratti             | 3 299                      | 37,24                      |
|                            | —                          | Alessandro Balducci        | 1 951                      | 22,03                      |
|                            |                            |                            |                            |                            |
| Iscritti                   | Iscritti                   | Iscritti                   | 19 179                     | 100,00                     |
| ↳ Votanti (% su iscritti)  | ↳ Votanti (% su iscritti)  | ↳ Votanti (% su iscritti)  | 8 858                      | 46,19                      |
| ↳ Astenuti (% su iscritti) | ↳ Astenuti (% su iscritti) | ↳ Astenuti (% su iscritti) | 10 321                     | 53,81                      |

Fu annullata l'elezione del deputato Turchi il 28 gennaio 1891 per ineleggibilità non essendo, all'epoca dell'elezione trascorsi sei mesi dalle dimissioni date da deputato provinciale. Fu indetta un'elezione suppletiva per il 22 febbraio 1891.
| Partito                            | Partito                            | Candidato                          | Risultati 22 febbraio 1891 | Risultati 22 febbraio 1891 |
| Partito                            | Partito                            | Candidato                          | Voti                       | %                          |
| ---------------------------------- | ---------------------------------- | ---------------------------------- | -------------------------- | -------------------------- |
|                                    | —                                  | Pietro Turchi                      | 3 871                      | 94,05                      |
|                                    | —                                  | Giovanni Battista Serpieri         | 245                        | 5,95                       |
|                                    |                                    |                                    |                            |                            |
| Iscritti                           | Iscritti                           | Iscritti                           | 17 879                     | 100,00                     |
| ↳ Votanti (% su iscritti)          | ↳ Votanti (% su iscritti)          | ↳ Votanti (% su iscritti)          | 4 250                      | 23,77                      |
| ↳ Voti validi (% su votanti)       | ↳ Voti validi (% su votanti)       | ↳ Voti validi (% su votanti)       | 4 116                      | 96,85                      |
| ↳ Schede non valide (% su votanti) | ↳ Schede non valide (% su votanti) | ↳ Schede non valide (% su votanti) | 134                        | 3,15                       |
| ↳ Astenuti (% su iscritti)         | ↳ Astenuti (% su iscritti)         | ↳ Astenuti (% su iscritti)         | 13 629                     | 76,23                      |

Fu annullata l'elezione il 20 marzo 1891 per ineleggibilità, non essendosi Turchi dimesso dall'ufficio di deputato provinciale sei mesi prima dell'epoca della elezione. Fu indetta un'elezione suppletiva per il 19 aprile 1891.
| Partito                            | Partito                            | Candidato                          | Risultati 19 aprile 1891 | Risultati 19 aprile 1891 |
| Partito                            | Partito                            | Candidato                          | Voti                     | %                        |
| ---------------------------------- | ---------------------------------- | ---------------------------------- | ------------------------ | ------------------------ |
|                                    | —                                  | Antonio Fratti                     | 5 558                    | 60,71                    |
|                                    | —                                  | Giovanni Battista Serpieri         | 3 597                    | 39,29                    |
|                                    |                                    |                                    |                          |                          |
| Iscritti                           | Iscritti                           | Iscritti                           | 18 950                   | 100,00                   |
| ↳ Votanti (% su iscritti)          | ↳ Votanti (% su iscritti)          | ↳ Votanti (% su iscritti)          | 9 400                    | 49,60                    |
| ↳ Voti validi (% su votanti)       | ↳ Voti validi (% su votanti)       | ↳ Voti validi (% su votanti)       | 9 155                    | 97,39                    |
| ↳ Schede non valide (% su votanti) | ↳ Schede non valide (% su votanti) | ↳ Schede non valide (% su votanti) | 245                      | 2,61                     |
| ↳ Astenuti (% su iscritti)         | ↳ Astenuti (% su iscritti)         | ↳ Astenuti (% su iscritti)         | 9 550                    | 50,40                    |

### XVIII legislatura
Le votazioni si svolsero in 508 collegi uninominali a doppio turno. Come previsto dalla legge elettorale politica del 28 giugno 1892, era eletto al primo turno il candidato che «ha ottenuto un numero di voti maggiore del sesto del numero totale degli elettori iscritti nella lista del collegio e più della metà dei suffragi dati dai votanti» escludendo le schede nulle (art. 74). Se nessun candidato era eletto, al ballottaggio tra i due candidati con più voti (art. 75) era eletto chi otteneva il maggior numero di voti oppure, in caso di ugual numero di voti, il maggiore d'età (art. 77).
| Partito                            | Partito                            | Candidato                          | Risultati 6 novembre 1892 | Risultati 6 novembre 1892 |
| Partito                            | Partito                            | Candidato                          | Voti                      | %                         |
| ---------------------------------- | ---------------------------------- | ---------------------------------- | ------------------------- | ------------------------- |
|                                    | —                                  | Alessandro Fortis                  | 1 446                     | 98,84                     |
|                                    | —                                  | Voti dispersi                      | 17                        | 1,16                      |
|                                    |                                    |                                    |                           |                           |
| Iscritti                           | Iscritti                           | Iscritti                           | 5 302                     | 100,00                    |
| ↳ Votanti (% su iscritti)          | ↳ Votanti (% su iscritti)          | ↳ Votanti (% su iscritti)          | 1 521                     | 28,69                     |
| ↳ Voti validi (% su votanti)       | ↳ Voti validi (% su votanti)       | ↳ Voti validi (% su votanti)       | 1 463                     | 96,19                     |
| ↳ Schede non valide (% su votanti) | ↳ Schede non valide (% su votanti) | ↳ Schede non valide (% su votanti) | 58                        | 3,81                      |
| ↳ Astenuti (% su iscritti)         | ↳ Astenuti (% su iscritti)         | ↳ Astenuti (% su iscritti)         | 3 781                     | 71,31                     |

### XIX legislatura
Le votazioni si svolsero in 508 collegi uninominali a doppio turno con la normativa del 1892 (al primo turno un numero di voti maggiore di un sesto degli iscritti al voto).
| Partito                            | Partito                            | Candidato                          | Risultati 26 maggio 1895 | Risultati 26 maggio 1895 |
| Partito                            | Partito                            | Candidato                          | Voti                     | %                        |
| ---------------------------------- | ---------------------------------- | ---------------------------------- | ------------------------ | ------------------------ |
|                                    | —                                  | Alessandro Fortis                  | 1 925                    | 67,17                    |
|                                    | —                                  | Carlo Aventi                       | 941                      | 32,83                    |
|                                    |                                    |                                    |                          |                          |
| Iscritti                           | Iscritti                           | Iscritti                           | 4 728                    | 100,00                   |
| ↳ Votanti (% su iscritti)          | ↳ Votanti (% su iscritti)          | ↳ Votanti (% su iscritti)          | 2 959                    | 62,58                    |
| ↳ Voti validi (% su votanti)       | ↳ Voti validi (% su votanti)       | ↳ Voti validi (% su votanti)       | 2 866                    | 96,86                    |
| ↳ Schede non valide (% su votanti) | ↳ Schede non valide (% su votanti) | ↳ Schede non valide (% su votanti) | 93                       | 3,14                     |
| ↳ Astenuti (% su iscritti)         | ↳ Astenuti (% su iscritti)         | ↳ Astenuti (% su iscritti)         | 1 769                    | 37,42                    |

### XX legislatura
Le votazioni si svolsero in 508 collegi uninominali a doppio turno con la normativa del 1892 (al primo turno un numero di voti maggiore di un sesto degli iscritti al voto).
| Partito                            | Partito                            | Candidato                          | Primo turno 21 marzo 1897 | Primo turno 21 marzo 1897 | Ballottaggio 28 marzo 1897 | Ballottaggio 28 marzo 1897 |
| Partito                            | Partito                            | Candidato                          | Voti                      | %                         | Voti                       | %                          |
| ---------------------------------- | ---------------------------------- | ---------------------------------- | ------------------------- | ------------------------- | -------------------------- | -------------------------- |
|                                    | —                                  | Antonio Fratti                     | 1 089                     | 42,29                     | 1 726                      | 51,86                      |
|                                    | —                                  | Alessandro Fortis                  | 1 225                     | 47,57                     | 1 602                      | 48,14                      |
|                                    | —                                  | Alessandro Balducci                | 261                       | 10,14                     |                            |                            |
|                                    |                                    |                                    |                           |                           |                            |                            |
| Iscritti                           | Iscritti                           | Iscritti                           | 4 732                     | 100,00                    | 4 732                      | 100,00                     |
| ↳ Votanti (% su iscritti)          | ↳ Votanti (% su iscritti)          | ↳ Votanti (% su iscritti)          | 2 734                     | 57,78                     | 3 428                      | 72,44                      |
| ↳ Voti validi (% su votanti)       | ↳ Voti validi (% su votanti)       | ↳ Voti validi (% su votanti)       | 2 575                     | 94,18                     | 3 328                      | 97,08                      |
| ↳ Schede non valide (% su votanti) | ↳ Schede non valide (% su votanti) | ↳ Schede non valide (% su votanti) | 159                       | 5,82                      | 100                        | 2,92                       |
| ↳ Astenuti (% su iscritti)         | ↳ Astenuti (% su iscritti)         | ↳ Astenuti (% su iscritti)         | 1 998                     | 42,22                     | 1 304                      | 27,56                      |

Il deputato Fratti morì combattendo in Grecia il 13 maggio 1897. Fu indetta un'elezione suppletiva per il 4 luglio 1897.
| Partito                            | Partito                            | Candidato                          | Risultati 4 luglio 1897 | Risultati 4 luglio 1897 |
| Partito                            | Partito                            | Candidato                          | Voti                    | %                       |
| ---------------------------------- | ---------------------------------- | ---------------------------------- | ----------------------- | ----------------------- |
|                                    | —                                  | Amilcare Cipriani                  | 1 209                   | 100,00                  |
|                                    |                                    |                                    |                         |                         |
| Iscritti                           | Iscritti                           | Iscritti                           | 4 726                   | 100,00                  |
| ↳ Votanti (% su iscritti)          | ↳ Votanti (% su iscritti)          | ↳ Votanti (% su iscritti)          | 1 251                   | 26,47                   |
| ↳ Voti validi (% su votanti)       | ↳ Voti validi (% su votanti)       | ↳ Voti validi (% su votanti)       | 1 209                   | 96,64                   |
| ↳ Schede non valide (% su votanti) | ↳ Schede non valide (% su votanti) | ↳ Schede non valide (% su votanti) | 42                      | 3,36                    |
| ↳ Astenuti (% su iscritti)         | ↳ Astenuti (% su iscritti)         | ↳ Astenuti (% su iscritti)         | 3 475                   | 73,53                   |

L'elezione del deputato Cipriani fu annullata e fu indetta un’elezione suppletiva per il 23 gennaio 1898.
| Partito                            | Partito                            | Candidato                          | Risultati 23 gennaio 1898 | Risultati 23 gennaio 1898 |
| Partito                            | Partito                            | Candidato                          | Voti                      | %                         |
| ---------------------------------- | ---------------------------------- | ---------------------------------- | ------------------------- | ------------------------- |
|                                    | —                                  | Amilcare Cipriani                  | 1 182                     | 100,00                    |
|                                    |                                    |                                    |                           |                           |
| Iscritti                           | Iscritti                           | Iscritti                           | 4 767                     | 100,00                    |
| ↳ Votanti (% su iscritti)          | ↳ Votanti (% su iscritti)          | ↳ Votanti (% su iscritti)          | 1 243                     | 26,08                     |
| ↳ Voti validi (% su votanti)       | ↳ Voti validi (% su votanti)       | ↳ Voti validi (% su votanti)       | 1 182                     | 95,09                     |
| ↳ Schede non valide (% su votanti) | ↳ Schede non valide (% su votanti) | ↳ Schede non valide (% su votanti) | 61                        | 4,91                      |
| ↳ Astenuti (% su iscritti)         | ↳ Astenuti (% su iscritti)         | ↳ Astenuti (% su iscritti)         | 3 524                     | 73,92                     |

L'elezione del deputato Cipriani fu annullata e fu indetta un'elezione suppletiva per il 27 marzo 1898.
| Partito                            | Partito                            | Candidato                          | Risultati 27 marzo 1898 | Risultati 27 marzo 1898 |
| Partito                            | Partito                            | Candidato                          | Voti                    | %                       |
| ---------------------------------- | ---------------------------------- | ---------------------------------- | ----------------------- | ----------------------- |
|                                    | —                                  | Tito Pasqui                        | 1 739                   | 54,41                   |
|                                    | —                                  | Pietro Turchi                      | 1 210                   | 37,86                   |
|                                    | —                                  | Alessandro Balducci                | 247                     | 7,73                    |
|                                    |                                    |                                    |                         |                         |
| Iscritti                           | Iscritti                           | Iscritti                           | 4 760                   | 100,00                  |
| ↳ Votanti (% su iscritti)          | ↳ Votanti (% su iscritti)          | ↳ Votanti (% su iscritti)          | 3 314                   | 69,62                   |
| ↳ Voti validi (% su votanti)       | ↳ Voti validi (% su votanti)       | ↳ Voti validi (% su votanti)       | 3 196                   | 96,44                   |
| ↳ Schede non valide (% su votanti) | ↳ Schede non valide (% su votanti) | ↳ Schede non valide (% su votanti) | 118                     | 3,56                    |
| ↳ Astenuti (% su iscritti)         | ↳ Astenuti (% su iscritti)         | ↳ Astenuti (% su iscritti)         | 1 446                   | 30,38                   |

L'elezione del deputato Pasqui fu annullata e fu indetta un'elezione suppletiva per il 12 marzo 1899.
| Partito                            | Partito                            | Candidato                          | Risultati 12 marzo 1899 | Risultati 12 marzo 1899 |
| Partito                            | Partito                            | Candidato                          | Voti                    | %                       |
| ---------------------------------- | ---------------------------------- | ---------------------------------- | ----------------------- | ----------------------- |
|                                    | —                                  | Gustavo Chiesi                     | 1 790                   | 100,00                  |
|                                    |                                    |                                    |                         |                         |
| Iscritti                           | Iscritti                           | Iscritti                           | 4 970                   | 100,00                  |
| ↳ Votanti (% su iscritti)          | ↳ Votanti (% su iscritti)          | ↳ Votanti (% su iscritti)          | 1 840                   | 37,02                   |
| ↳ Voti validi (% su votanti)       | ↳ Voti validi (% su votanti)       | ↳ Voti validi (% su votanti)       | 1 790                   | 97,28                   |
| ↳ Schede non valide (% su votanti) | ↳ Schede non valide (% su votanti) | ↳ Schede non valide (% su votanti) | 50                      | 2,72                    |
| ↳ Astenuti (% su iscritti)         | ↳ Astenuti (% su iscritti)         | ↳ Astenuti (% su iscritti)         | 3 130                   | 62,98                   |

L'elezione del deputato Chiesi fu annullata e fu indetta un'elezione suppletiva per il 13 agosto 1899.
| Partito                            | Partito                            | Candidato                          | Risultati 13 agosto 1899 | Risultati 13 agosto 1899 |
| Partito                            | Partito                            | Candidato                          | Voti                     | %                        |
| ---------------------------------- | ---------------------------------- | ---------------------------------- | ------------------------ | ------------------------ |
|                                    | —                                  | Gustavo Chiesi                     | 1 963                    | 57,67                    |
|                                    | —                                  | Silvio Minguzzi                    | 1 441                    | 42,33                    |
|                                    |                                    |                                    |                          |                          |
| Iscritti                           | Iscritti                           | Iscritti                           | 5 158                    | 100,00                   |
| ↳ Votanti (% su iscritti)          | ↳ Votanti (% su iscritti)          | ↳ Votanti (% su iscritti)          | 3 491                    | 67,68                    |
| ↳ Voti validi (% su votanti)       | ↳ Voti validi (% su votanti)       | ↳ Voti validi (% su votanti)       | 3 404                    | 97,51                    |
| ↳ Schede non valide (% su votanti) | ↳ Schede non valide (% su votanti) | ↳ Schede non valide (% su votanti) | 87                       | 2,49                     |
| ↳ Astenuti (% su iscritti)         | ↳ Astenuti (% su iscritti)         | ↳ Astenuti (% su iscritti)         | 1 667                    | 32,32                    |

### XXI legislatura
Le votazioni si svolsero in 508 collegi uninominali a doppio turno con la normativa del 1892 (al primo turno un numero di voti maggiore di un sesto degli iscritti al voto).

### XXII legislatura
Le votazioni si svolsero in 508 collegi uninominali a doppio turno con la normativa del 1892 (al primo turno un numero di voti maggiore di un sesto degli iscritti al voto).

### XXIII legislatura
Le votazioni si svolsero in 508 collegi uninominali a doppio turno con la normativa del 1892 (al primo turno un numero di voti maggiore di un sesto degli iscritti al voto).

### XXIV legislatura
Le votazioni si svolsero negli stessi 508 collegi uninominali già esistenti ma, come previsto dal regio decreto del 26 giugno 1913, era eletto al primo turno il candidato che «ha ottenuto un numero di voti maggiore del decimo del numero totale degli elettori del collegio e più della metà dei suffragi dati dai votanti» escludendo le schede nulle (art. 91). Se nessun candidato era eletto, al ballottaggio tra i due candidati con più voti (art. 92) era eletto chi otteneva il maggior numero di voti oppure, in caso di ugual numero di voti, il maggiore d'età (art. 93).